# Sanhedrin
Sanhedrin ili Sinedrion (hebr. סַנְהֶדְרִין; synedrion — „sjediti zajedno“ odnosno „skupština“ ili „savjet“) bila je skupština sastavljena od dvadeset tri sudije imenovane za svaki grad u biblijskoj Zemlji Izrael.
Veliki sanhedrin bio je vrhovni sud drevnog Izraela koji je bio sastavljen od 71 člana. Veliki sanhedrin je činio poglavar/knez/vođa zvan Nasi (neko vrijeme je taj položaj držao Kohen Gadol ili vrhovni sveštenik), zamjenik vrhovnog sudije (Av Beit Din) i šezdeset devet običnih članova. U periodu Drugog hrama, Veliki sanhedrin se sastajao u Dvorani isklesanog kamenja u jerusalimskom Hramu. Sud je stolovao svaki dan osim praznikom i na šabat. Krajem 3. vijeka, da bi se izbjegli progoni, njegove odluke su se objavljivale pod naslovom Beth HaMidrash.
Posljednja obavezujuća odluka Sanhedrina donesena je 358. godine, kada je usvojen hebrejski kalendar. Sanhedrin je raspušten nakon stalnih progona od strane Rimskog carstva. Kroz vijekove je bilo pokušaja da se obnovi Sanhderin, od kojih je najpoznatiji Veliki Sanhedrin koga je sazvao Napoleon Bonaparte.
Sanhedrin se navodi u jevanđeljima povodom Sanhedrinskog suđenja Isusu.

## Spoljašnje veze
- Secular and religious history of the Jewish Sanhedrin
- Re-established Jewish Sanhedrin website by "Friends of the Sanhedrin"
- The Jewish Court System Архивирано на веб-сајту  (17. октобар 2006) by Rabbi Aryeh Kaplan
- Jewish Encyclopedia: Sanhedrin